# Irene Aue-Ben-David
Irene Aue-Ben-David (* 1972 in Deutschland) ist eine deutsche, in Israel lebende Historikerin und Direktorin des Leo Baeck Instituts Jerusalem.

## Leben und Wirken
Irene Aue-Ben-David studierte Mittlere und Neuere Geschichte, Soziologie und Pädagogik an der Georg-August-Universität Göttingen. Nach ihrem Master-Abschluss kam sie 2004 als Gastforscherin an das Franz Rosenzweig Minerva Research Center der Hebräischen Universität Jerusalem und führte Forschungen für ihr Dissertationsprojekt über die deutsche jüdische Historikerin Selma Stern durch. Mit dieser Forschungsarbeit erlangte sie 2010 den Doktorgrad an der Universität Göttingen. Es folgten Forschungsprojekte am Jerusalemer Franz Rosenzweig Minerva Research Center und am Van Leer Jerusalem Institute. Zwischen 2014 und 2015 edierte sie auch das vom Rosenzweig-Zentrum herausgegebene Journal Naharaim. Zeitschrift für deutsch-jüdische Literatur und Kulturgeschichte. Seit September 2015 ist sie Direktorin des Jerusalemer Leo Baeck-Instituts.
Ihre Forschungsschwerpunkte und -interessen umfassen neuzeitliche deutsch-jüdische Kulturgeschichte, deutsch-jüdische Geschichtsschreibung, Migration und Wissenstransfer, sowie deutsch-israelische Wissenschaftsbeziehungen.

## Schriften
Monographien
- mit Sharon Livne: "Nicht alles ist erlaubt. Nicht alles ist verboten". Die deutsch-israelischen Beziehungen in den Geisteswissenschaften (1950-1990). Paderborn: Brill Fink 2022. (Makom. Schriftenreihe des Franz Rosenzweig Minerva-Forschungszentrums für deutsch-jüdische Literatur und Kulturgeschichte an der Hebräischen Universität Jerusalem, Bd. 13) ISBN 978-3770563982
- Deutsch-jüdische Geschichtsschreibung im 20. Jahrhundert. Zu Werk und Rezeption von Selma Stern. Göttingen: Vandenhoeck & Ruprecht 2017 (Schriften des Simon-Dubnow-Instituts, Bd. 28 / Dissertation, Universität Göttingen 2010) ISBN 978-3-525-37051-3

Herausgeberschaften
- Jews and Protestants. From the Reformation to the Present. Hrsg. von Irene Aue-Ben-David, Aya Elyada, Mosheh Sluhovski und Christian Wiese. Berlin, Boston: De Gruyter 2020. ISBN 978-3-11-066108-8
- Jewish Horticulture Schools and Training Centers in Germany and their Impact on Horticulture and Landscape Architecture in Palestine/Israel. Hrsg. von Tal Alon-Mozes, Irene Aue-Ben-David und Joachim Wolschke-Bulmahn. München: Akademische Verlagsgemeinschaft München 2020. ISBN 978-3-95477-092-2
- Constantin Brunner im Kontext. Ein Intellektueller zwischen Kaiserreich und Exil. Hrsg. von Irene Aue-Ben-David, Gerhard Lauer und Jürgen Stenzel. Berlin, München [u. a.]: De Gruyter Oldenbourg; Jerusalem: Magnes 2014. ISBN 978-3-11-037382-0
- Constantin Brunner (1862-1937). Ausgewählte Briefe. Hrsg. von Jürgen Stenzel und Irene Aue-Ben-David. Göttingen: Wallstein 2012. ISBN 978-3-8353-1094-0

Beiträge
- mit Sharon Livne: A German-Jewish Existence: Stéphane Mosès and the Establishment of German Literature Studies at the Hebrew University In: Naharaim, Bd. 15 (2021), Heft 1, S. 31–40.
- mit Michael Brenner: Deutsch-israelische Annäherungen in Geisteswissenschaften und Kulturpolitik In: Naharaim, Bd. 11 (2017), Heft 1/2, S. 5–11.
- mit Yonatan Shiloh-Dayan: Observant Ventures: Early German-Israeli Conferences on German History. In: Jahrbuch des Simon Dubnow Instituts, Bd. 15 (2016), S. 315–339.
- Constantin Brunner. Die Antisemitenfrage (1918) u. Kommentar zu Constantin Brunner In: Theorien über Judenhass – eine Denkgeschichte. Kommentierte Quellenedition (1781-1931). Hrsg. von Birgit Erdle und Werner Konitzer (Wissenschaftliche Reihe des Fritz-Bauer-Instituts, Bd. 26), Frankfurt a. M., New York: Campus Verlag 2015, S. 231–256.
- Der leidende Patriot. Constantin Brunner und der Erste Weltkrieg In: Constantin Brunner im Kontext, S. 207–229.
- The Making of a "Classic" of German-Jewish Historiography – Selma Stern's "Der preußische Staat und die Juden" In: Leo Baeck Institute Yearbook LVIII (2013), S. 127–140.
- Dislocating Knowledge: Wissenschaftsmigration, 1920-1970, Introduction to the focal topic of the issue with Ruchama Johnson-Blum and Kim Wünschmann In: Leo Baeck Institute Yearbook LVIII (2013), S. 71–74.
- Geschichte besprechen. Geschichtsvermittlung in Rezensionen der deutsch-jüdischen Presse in der Weimarer Republik am Beispiel von Arbeiten Selma Sterns und Fritz Baers In: Deutsch-jüdische Presse und jüdische Geschichte: Dokumente, Darstellungen, Wechselbeziehungen, Bd. 1. Hrsg. von Eleonore Lappin und Michael Nagel, Bremen: edition lumière 2008, S. 163–183.
- "Jud Süß" und die Geschichtswissenschaft: Das Beispiel Selma Stern In: Jud Süss: Hofjude, literarische Figur, antisemitisches Zerrbild. Hrsg. von Alexandra Przyrembel und Jörg Schönert, Frankfurt a. M.: Campus Verlag 2006, S. 57–74.